# Mario Sereni
Mario Sereni (* 25. März 1928 in Perugia, Umbrien, Italien; † 15. Juli 2015 ebenda) war ein italienischer Opernsänger (Bariton), der von Mitte der 1950er bis Mitte der 1980er Jahre an der Metropolitan Opera und anderen großen Opernhäusern der Welt auftrat.

## Leben
Mario Sereni lernte zuerst den Beruf eines Mechanikers, bevor er sich am Konservatorium in Perugia, dann an der Accademia Nazionale di Santa Cecilia in Rom und der Accademia Chigiana in Siena als Schüler von Mario Basiola ausbilden ließ. Sein Debüt gab er 1953 beim Maggio Musicale in Florenz in Adriano Lualdis Il diavolo nel campanile. 1955 sang er den Wolfram von Eschenbach im Tannhäuser von Wagner im Teatro Massimo in Palermo. 1956 gastierte er am Teatro Colón in Buenos Aires und am 9. November 1957 gab er sein Debüt an der Met als Gérard in Andrea Chénier.
An der Met sang er in 380 Vorstellungen in 26 Partien alle großen Bariton-Rollen von Giuseppe Verdi wie Ernani, Luisa Miller, Il trovatore, La traviata, Un ballo in maschera, La forza del destino, Rigoletto, Don Carlos und Aida sowie in La Gioconda, Cavalleria rusticana, Manon Lescaut, La Bohème, Madama Butterfly von Giacomo Puccini und L’elisir d’amore und Lucia di Lammermoor von Gaetano Donizetti. 1963 sang er erstmals an der Mailänder Scala, 1965 an der Wiener Staatsoper.
Sereni war regelmäßiger Gast in den Opernhäusern von Chicago, San Francisco und Dallas sowie der Wiener Staatsoper, La Scala in Mailand, an der Covent Garden Opera in London sowie dem Teatro Colón in Buenos Aires. Im Februar 1988 gastierte er an der Deutschen Oper Berlin (DOB) als Belcore in einer Vorstellung der Donizetti-Oper L’elisir d’amore, in der Luciano Pavarotti erstmals in Berlin die Partie des Nemorino sang. Im März 1988 sang er den Belcore dann auch an der Opéra de Monte-Carlo, ebenfalls mit Pavarotti als Partner.
Sereni sang vor allem Rollen der Komponisten aus dem 19. Jahrhundert wie Rossini, Donizetti und Verdi; zudem sang er Rollen von Puccini, Mascagni, Leoncavallo und Giordano. Von nicht-italienischen Komponisten hatte er eine Vorliebe für Gounod sowie, wenn auch etwas weniger, für Bizet. In deutscher Sprache sang er die Rolle des Wolfram von Eschenbach im Tannhäuser von Wagner.
Trotz seines großen Erfolges blieb Sereni stets etwas im Schatten anderer Baritone seiner Zeit wie Leonard Warren, Robert Merrill, Ettore Bastianini, Rolando Panerai, Piero Cappuccilli oder Sherrill Milnes. Mario Sereni war verheiratet mit Elsa Weisz und wurde Vater von vier Kindern: Mario 1957, Rodrigo 1960, Lucas 1960 und Marina 1967. Er starb 2015 in seiner Geburtsstadt Perugia.

## Diskografie (Auswahl)
- Donizetti – L’elisir d’amore – Mirella Freni, Nicolai Gedda, Renato Capecchi, Francesco Molinari-Pradelli – EMI (1966)
- Donizetti – Lucia di Lammermoor – Anna Moffo, Carlo Bergonzi, Ezio Flagello – Georges Prêtre – RCA (1965)
- Verdi – Ernani – Leontyne Price, Carlo Bergonzi (Sänger)|Carlo Bergonzi, Ezio Flagello – Thomas Schippers – RCA (1967)
- Verdi – La Traviata – Victoria de los Angeles, Carlo del Monte – Tullio Serafin – EMI (1959)
- Verdi – Aida – Birgit Nilsson, Franco Corelli, Grace Bumbry – Zubin Mehta – EMI (1967)
- Giordano – Andrea Chenier – Franco Corelli, Antonietta Stella – Gabriele Santini – EMI (1963)
- Puccini – La Bohème – Mirella Freni, Nicolai Gedda, Mariella Adani – Thomas Schippers – EMI (1963)
- Puccini – Madama Butterfly – Victoria de los Angeles, Jussi Björling, Miriam Pirazzini – Gabriele Santini – EMI (1959)
- Puccini – La Rondine – Anna Moffo, Daniele Barioni, Graziella Sciutti, Piero de Palma – Francesco Molinari-Pradelli – RCA (1966)
- Puccini – Turandot – Birgit Nilsson, Renata Tebaldi, Jussi Bjöerling, Giorgio Tozzi – Erich Leinsdorf – RCA (1959)